# Paramocis maculata
Paramocis maculata là một loài bướm đêm trong họ Noctuidae.